# آرثر هاغرتي
آرثر هاغرتي (بالإنجليزية: Arthur Haggerty)‏ هو ممثل أمريكي، ولد في 3 ديسمبر 1931 في نيويورك في الولايات المتحدة، وتوفي في 3 يوليو 2006 في ويست بالم بيتش في الولايات المتحدة.

## وصلات خارجية
- آرثر هاغرتي على موقع IMDb (الإنجليزية)
- آرثر هاغرتي على موقع قاعدة بيانات برودواي على الإنترنت (الإنجليزية)
- آرثر هاغرتي على موقع قاعدة بيانات الفيلم (الإنجليزية)